# Sorry to Bother You (film)
Sorry to Bother You è un film del 2018 scritto e diretto da Boots Riley, al suo esordio alla regia.

## Trama
Il giovane afroamericano di Oakland Cassius "Cash" Green vive nel garage dello zio assieme alla sua ragazza, l'artista di strada Detroit. Con la prospettiva di essere sfrattato dalla banca entro poche settimane, trova lavoro presso il call center RegalView, dove, in seguito al consiglio di un collega più anziano, Langston, comincia a usare la sua "voce da bianco" durante le telefonate, diventando presto uno dei televenditori più brillanti dell'azienda.
I soldi però non bastano ancora per pagare il mutuo e così Cash si fa coinvolgere dal collega Squeeze, che ha organizzato un sindacato nel call center, in uno sciopero per aumentare gli stipendi dei lavoratori. Per comprarlo, la RegalView lo promuove all'ambita posizione di Power Caller: ammesso ai piani alti dell'azienda, dove bisogna usare sempre la voce da bianco, scopre che l'esclusività dei Power Caller è data dal fatto che questi si occupano del traffico di armi e di altre attività dall'etica dubbia, tra cui il reclutamento di forza lavoro per l'azienda WorryFree, che promette vitto e alloggio ai suoi dipendenti in cambio di un contratto a vita, da molti definito pari alla schiavitù.
I dubbi morali di Cash sono però fugati dal suo stipendio da Power Caller, con cui estingue il mutuo dello zio, cambia la sua vecchia automobile e va a vivere con Detroit in un appartamento di lusso: nel frattempo, i suoi orari di lavoro gli fanno trascurare amici e affetti, e Cash smette anche di frequentare il sindacato. Quando decide di sfondare il picchetto insieme agli altri Power Caller, uno degli scioperanti lo colpisce in testa con una lattina, gesto che, ripreso, diventa immediatamente un meme. Cash viene isolato degli ex-colleghi perché crumiro e Detroit lo lascia per Squeeze.
Grazie al suo successo come venditore, viene invitato a una festa orgiastica a casa di Steve Lift, l'hipster amministratore delegato di WorryFree: sostenendo di volergli fare una proposta lavorativa, Lift gli fa sniffare una sostanza che sembra cocaina, al che Cash finisce per sbagliare la porta del bagno, trovandosi in un locale sotterraneo dove sono rinchiuse decine di ibridi uomini-cavallo che invocano aiuto. Terrorizzato, Cash viene minacciato da Lift con una pistola affinché ascolti la proposta: la WorryFree sta trasformando geneticamente i propri dipendenti in "equisapiens", più forti, resistenti ed obbedienti, per massimizzare i profitti.
Nonostante la trasformazione venga innescata da una sostanza in polvere, Lift gli assicura di non avergliela data senza permesso: è infatti pronto a offrirgli una posizione di prestigio tra gli equisapiens come figura rivoluzionaria, «una sorta di Martin Luther King equino», in realtà un mediatore dalla parte dell'azienda col compito di far sì che questi non si ribellino. In cambio gli verranno dati 100 milioni di dollari e dopo cinque anni verrà ri-trasformato. Cash passa la notte a vagare senza meta e a ubriacarsi, incapace di accettare ciò che ha scoperto.
La mattina dopo scopre di aver perso il telefono nell'incontro con gli equisapiens e si reca da Detroit, che dapprima non gli crede finché i due scoprono che la ragazza ha ricevuto un messaggio da parte degli equisapiens, inviato col telefono di Cassius, nel quale chiedono aiuto. Sfruttando la sua fama di meme, Cash riesce a far trasmettere il video in diretta televisiva, ma il piano gli si ritorce contro quando il mondo scientifico finisce per lodare gli avanzamenti nella ricerca della WorryFree, che raggiunge picchi mai registrati prima in borsa, sfondando ogni record.
Cash si scusa coi suoi amici e colleghi, che scelgono di non cedere ad ogni costo nel loro ultimo picchetto davanti alla RegalView. Dopo un'iniziale resistenza, la polizia in tenuta antisommossa disperde violentemente il picchetto, ma in soccorso degli scioperanti arrivano gli equisapiens, che Cash aveva liberato in precedenza da casa di Lift usando il codice numerico apparso nel videomessaggio. Cash e Detroit tornano a vivere assieme nel garage di suo zio, ora arredato col mobilio di lusso del vecchio appartamento. Tutto sembra tornato alla normalità, finché Cash non inizia a trasformarsi in cavallo: completamente trasformato, assalta casa di Lift insieme agli altri equisapiens.

## Distribuzione
Il film è stato presentato in anteprima al Sundance Film Festival il 20 gennaio 2018. Annapurna Pictures ne ha acquisito pochi giorni dopo i diritti di distribuzione nordamericani. La data di uscita del film, inizialmente prevista per il 29 giugno dello stesso anno, è stata poi spostata al 6 luglio, dove ha cominciato la sua distribuzione limitata prima di espandersi dal 13 luglio.
In Italia ha saltato la sala cinematografica, approdando direttamente in VOD.

## Accoglienza

### Incassi
Sorry to Bother You ha incassato 17,5 milioni di dollari in Nord America e 792.000 nel resto del mondo, per un totale di 18,3 milioni, a fronte di un budget di 3,2 milioni.

### Critica
Sull'aggregatore di recensioni online Rotten Tomatoes, il film detiene una percentuale di gradimento da parte della critica del 93%, basata su 294 recensioni, con una media di 7,7. Metacritic assegna al film una media ponderata di 80 su 100, basata su 51 recensioni da parte della critica, as indicare «pareri tendenzialmente favorevoli».

## Riconoscimenti
- 2018 - Chicago Film Critics Association Awards[10]
  - Candidatura per il miglior regista più promettente a Boots Riley
- 2018 - Gotham Independent Film Awards[11]
  - Candidatura per il miglior attore a Lakeith Stanfield
  - Candidatura per il premio Bingham Ray al miglior regista rivelazione a Boots Riley
  - Candidatura per il premio del pubblico
- 2018 - National Board of Review[12]
  - Migliori dieci film indipendenti
- 2019 - Critics' Choice Awards[13]
  - Candidatura per il miglior film commedia
  - Candidatura per il miglior attore in un film commedia a Lakeith Stanfield
- 2019 - Directors Guild of America Award[14]
  - Candidatura per il miglior regista esordiente a Boots Riley
- 2019 - Independent Spirit Awards[15]
  - Miglior film d'esordio
  - Candidatura per la miglior sceneggiatura a Boots Riley
- 2019 - Saturn Award[16]
  - Candidatura per il miglior film di fantascienza
  - Candidatura per il miglior regista esordiente a Boots Riley